# Soad Fezzani
Soad Fezzani (arab. سعاد فزاني) – libijska pływaczka, olimpijka.
Wystąpiła na Letnich Igrzyskach Olimpijskich 1980 w trzech konkurencjach. W rywalizacji na 100 m stylem grzbietowym zajęła ostatnie 6. miejsce w swoim wyścigu eliminacyjnym (1:16,83), uzyskując 24. rezultat eliminacji (gorszy czas miała Wietnamka Nguyễn Thị Hồng Bích i Angolka Michele Pessoa). W wyścigach na 200 i 400 m stylem dowolnym uzyskała najgorsze czasy eliminacji, czyli odpowiednio: 2:30,14 (22. miejsce) i 5:16,17 (19. miejsce).